# Mangora fascialata
Mangora fascialata là một loài nhện trong họ Araneidae.
Loài này thuộc chi Mangora. Mangora fascialata được Pelegrin Franganillo-Balboa miêu tả năm 1936.